# Copceac
Copceac (Gagaoezisch: Kıpçak) is een gemeente - met dorpsstatus - in de Moldavische bestuurlijke eenheid (unitate administrativ-teritorială) Gagaoezië. De gemeente is een exclave van Gagaoezië en wordt ingesloten door het Moldavisch arrondissement Taraclia en de Oekraïense Oblast Odessa. De gemeente telde in 2014 ruim 9.000 inwoners. De gemeente ligt niet ver van het Oekraïense dorp Tsjernevonoarmijske in rajon Bolhrad.

## Bevolking
In 2014 telde de gemeente Copceac 9.138 inwoners, een daling van 4% ten opzichte van 9.551 inwoners in 2004. De gemeente had een kleine vrouwenoverschot: er woonden 4.611 vrouwen (50,5%) tegen 4.527 mannen (49,5%). 
Van de bevolking was 19,9% tussen de 0-14 jaar (1.822 personen), 72,2% was tussen de 15-64 jaar (6.636 personen) en tot slot was 7,4% 65 jaar of ouder (680 personen). De grootste leeftijdscategorie vormden de 20 tot 29-jarigen met 1.928 personen, terwijl de tachtigplussers met 170 personen de kleinste leeftijdsgroep vormen.

### Etniciteit
De bevolking van Copceac was - uitgezonderd van enkele minderheidsgroepen - bijna mono-etnisch Gagaoezisch: de 9.068 Gagaoezen vormden 94,94% van de bevolking in 2004. De belangrijkste minderheden waren Bulgaren (144 personen), Moldaviërs (110 personen), Russen (97 personen), Oekraïners (71 personen) en Roma (33 personen). In 2014 steeg het percentage Gagaoezen verder naar 95,5%, terwijl de overige minderheidsgroepen absoluut en relatief gezien daalden (uitgezonderd van de Russen).
|                       | 2004  | 2004   | 2014  | 2014   |
| Aantal                | %     | Aantal | %     |        |
| --------------------- | ----- | ------ | ----- | ------ |
| Gagaoezen             | 9.068 | 94,94% | 8.726 | 95,49% |
| Bulgaren              | 144   | 1,51%  | 132   | 1,44%  |
| Moldaviërs (Roemenen) | 110   | 1,15%  | 94    | 1,03%  |
| Russen                | 97    | 1,02%  | 96    | 1,05%  |
| Oekraïners            | 71    | 0,74%  | 24    | 0,26%  |
| Roma                  | 33    | 0,35%  | 21    | 0,23%  |
| Anders                | 28    | 0,29%  | 45    | 0,49%  |
| Total                 | 9.551 | 100%   | 9.138 | 100%   |